# Comuna Șîșkivka, Koriukivka
Șîșkivka (în ucraineană Шишківка) este o comună în raionul Koriukivka, regiunea Cernihiv, Ucraina, formată din satele Rudnea și Șîșkivka (reședința).

## Demografie
Componența lingvistică a comunei Șîșkivka
     Ucraineană (99,65%)
     Alte limbi (0,36%)
Conform recensământului din 2001, majoritatea populației comunei Șîșkivka era vorbitoare de ucraineană (99,65%), existând în minoritate și vorbitori de alte limbi.